# Erik Uggla (1713–1794)
Erik Uggla, född 21 december 1713, död 13 juli 1794, var en svensk borgmästare och riksdagsman.

## Biografi
Erik Uggla föddes 1713.  Han var son till bergsmannen Samuel Uggla och Christina Persdotter Uf i Falun. Uggla blev 1742 borgmästare i Sala stad och 1745 borgmästare i Västerås stad. Han var riksdagsledamot för borgarståndet vid riksdagen 1746–1747, riksdagen 1751–1752 och riksdagen 1755–1756. Uggla avled 1794.

### Familj
Uggla gifte sig första gången med Sara Katarina Hartzell och andra gången med Margareta Katarina Scheffel.